# Give 'Em the Axe
Give 'Em the Axe è un EP dei Lizzy Borden, uscito nel 1984 per l'Etichetta discografica Metal Blade Records.

## Tracce
1. Give'Em the Axe – 2:55
2. Kiss of Death – 2:24
3. No Time to Lose – 2:36
4. Long Live Rock N Roll (Cover dei Rainbow) – 3:54

## Formazione
- Lizzy Borden - voce
- Tony Matuzak - chitarra
- Gene Allen - chitarra
- Mike Davis - basso
- Joey Scott Harges - batteria